# 菅野ブルース
菅野 ブルース（かんの ブルース、2003年5月6日 - ）は、日本のバスケットボール選手。アメリカ合衆国ニューヨーク州ニューヨーク出身。B.LEAGUEの千葉ジェッツふなばしに所属している。ポジションはシューティングガード。

## 経歴
アメリカ合衆国ニューヨーク州ニューヨークにて、アメリカ人の父と日本人の母の間に生まれる。母がアメリカで歌手活動をしていた関係でそのままニューヨークで生活していたが、2011年の東日本大震災を機に、母の実家がある岩手県陸前高田市に家族で移住した。
仙台大学附属明成高等学校在学中、2年生の時にチームは第73回全国高等学校バスケットボール選手権大会（ウインターカップ）で優勝したが、自身は怪我のため出場はなかった。
高校卒業後は渡米し、エルズワース・コミュニティカレッジ、ステッソン大学でプレーした。
2024年7月11日に特別指定選手として千葉ジェッツふなばしに加入した。